# Амерлинг, Фридрих фон
Фридрих фон Амерлинг (нем. Friedrich von Amerling, 14 апреля 1803, Вена — 14 января 1887, Вена) — австрийский живописец академического направления портретного жанра. Вместе с Фердинандом Георгом Вальдмюллером является одним из наиболее авторитетных художников-портретистов XIX века.

## Биография
Фридрих Амерлинг родился в семье Франца Амерлинга, мастера скани, работавшего с серебром и золотом, и его супруги Терезии Каргль. В 1815—1824 годах Амерлинг обучался в Венской академии изобразительных искусств у Йозефа Редля Младшего. После этого он посещал занятия в школе гравёров Йозефа Клибера, потом перешёл в класс «исторических основ рисунка» Хуберта Маурера и Карла Гзельхофера.
В 1824 году Амерлинг перебрался в Прагу к своему дяде Генриху и до 1826 года обучался в местной академии у Йозефа Берглера Младшего. 1827—1828 годы он провёл в Лондоне, где на Амерлинга большое впечатление произвели произведения Томаса Лоуренса. Позднее Амерлинг побывал в Париже, где работал у Ораса Верне, и в Риме. С 1828 года Амерлинг жил в Вене и стал получать заказы от императорского дома и бюргерства.
В 1829 году получил премию Рейхеля венской академии. В течение жизни Амерлинг совершил много длительных поездок: в 1836 и 1838 годах — в Италию, в 1838 году — в Нидерланды, в 1839 году — в Мюнхен, в 1840-43 годах — в Рим, в 1882 году — в Испанию, в 1883 году — в Англию, в 1884 году — в Грецию, в 1885 году — в Скандинавию, доехав до Нордкапа, и в 1886 году — в Египет и Палестину.
В 1878 году Амерлингу было присвоено дворянское звание. В доме признанного венского художника бывали известные литераторы и музыканты, как, например, Франц Лист.
В 1858 году Амерлинг приобрёл дворец в венском районе Гумпендорф и обставил его на свой вкус ценными предметами искусства. Художник также владел большой коллекцией кованых изделий из металла.
Среди многочисленных наград художника есть и полученный в 1879 году орден Железной короны. Амерлинг был похоронен на Центральном кладбище Вены. Надгробный памятник, а также памятник Амерлингу в городском парке Вены в 1902 году были выполнены скульптором Йоханнесом Бенком. В 1887 году одна из улиц Вены получила имя художника. Дом, где родился художник, с 1978 года носит имя Амерлинга и является культурным центром, где также располагается музей венского округа Нойбау. В 1948 году к 60-летию со дня смерти художника в Австрии была выпущена специальная почтовая марка.

## Творчество
Амерлинг создал более тысячи работ, большей частью портретов. Он был любимым портретистом высшей знати и крупной буржуазии во времена венского бидермайера. Пик популярности художника пришёлся на 1830—1850 годы. Его произведения отличают элегантность рисунка, экзотичное оформление и цветовое разнообразие. Большая часть картин Амерлинга находится в австрийских музеях и частных собраниях.

## Галерея

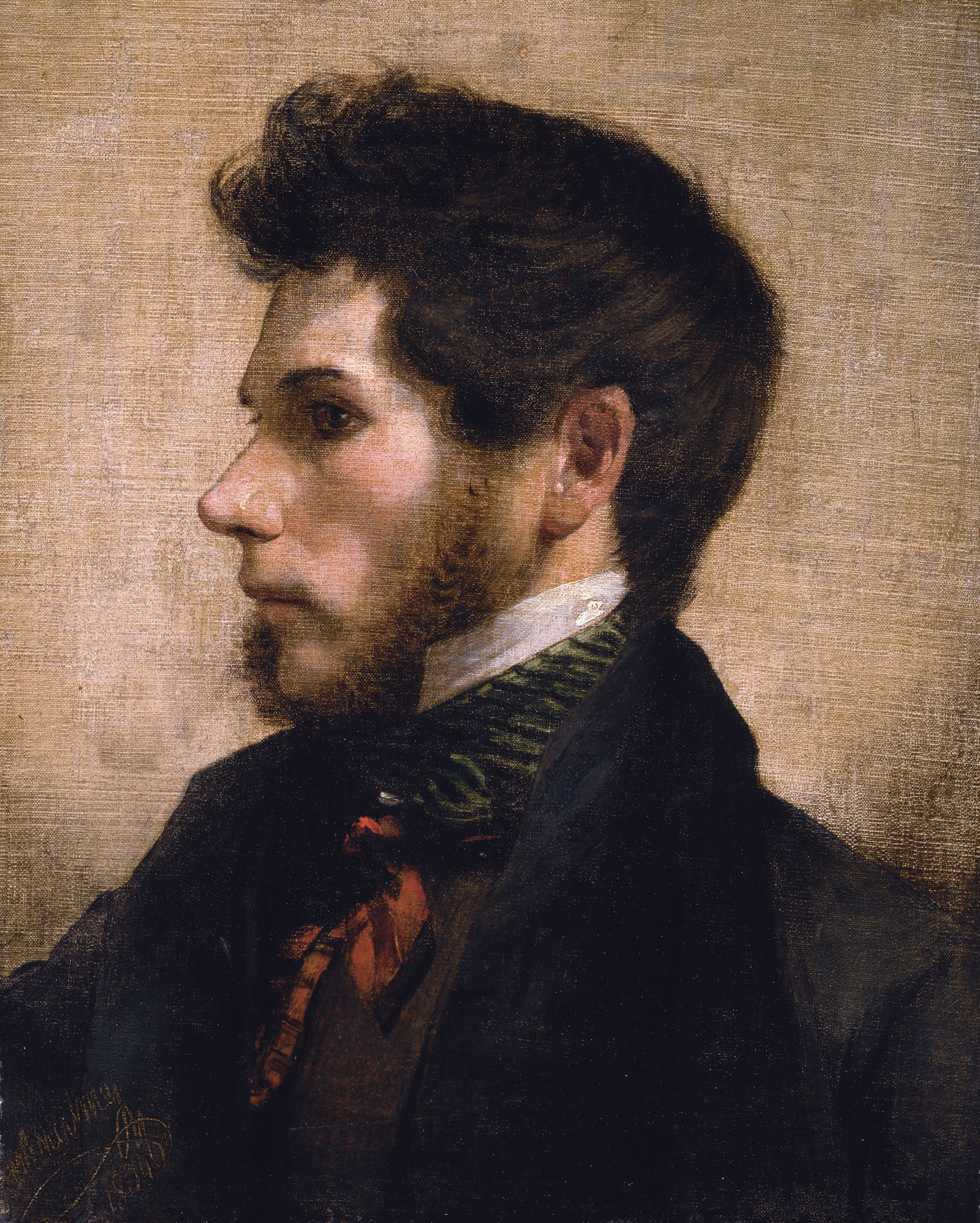
Автопортрет. 1834. Холст, масло. Резиденция, Зальцбург
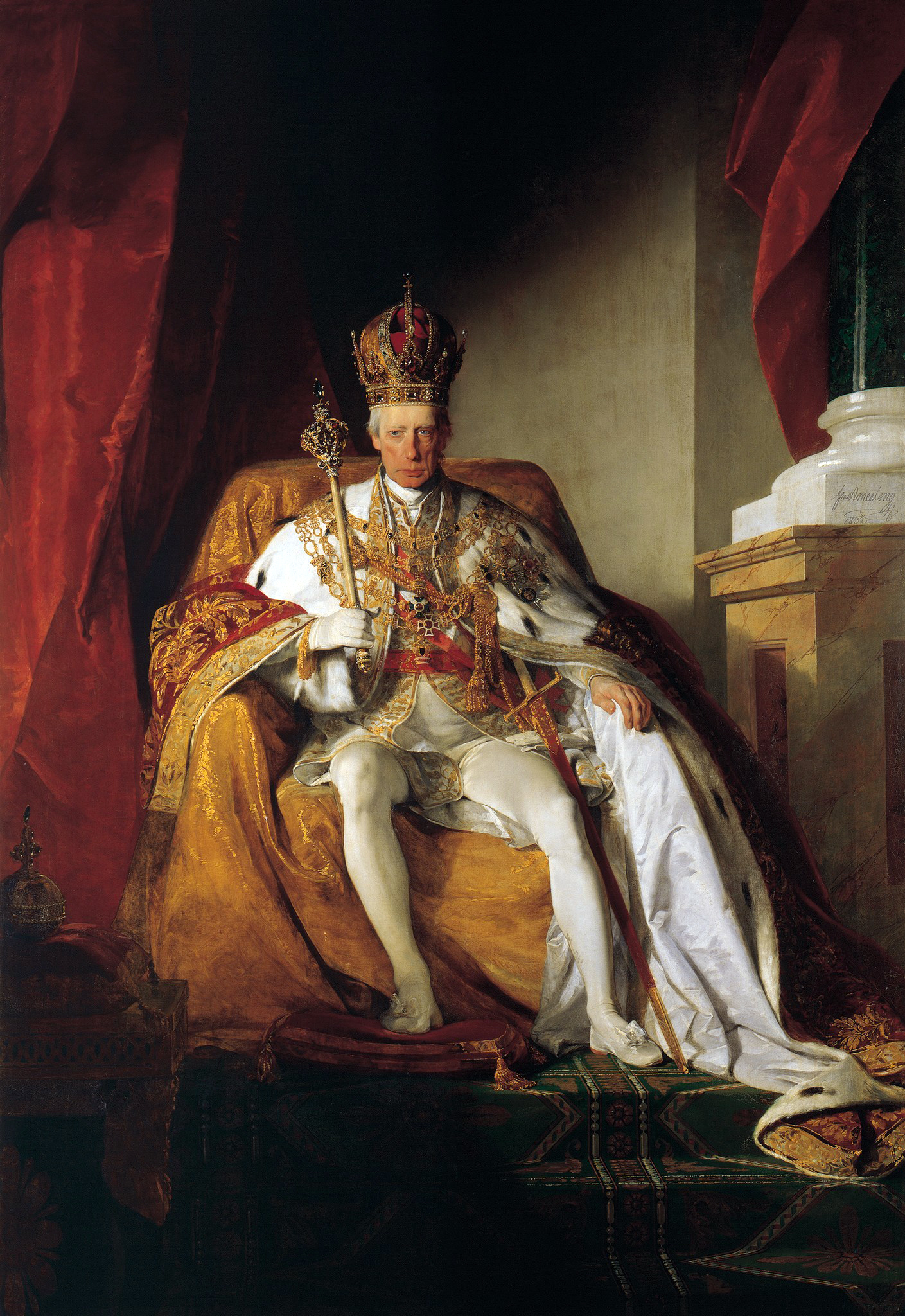
Портрет императора Франца II. 1832. Холст, масло. Музей истории искусств, Вена
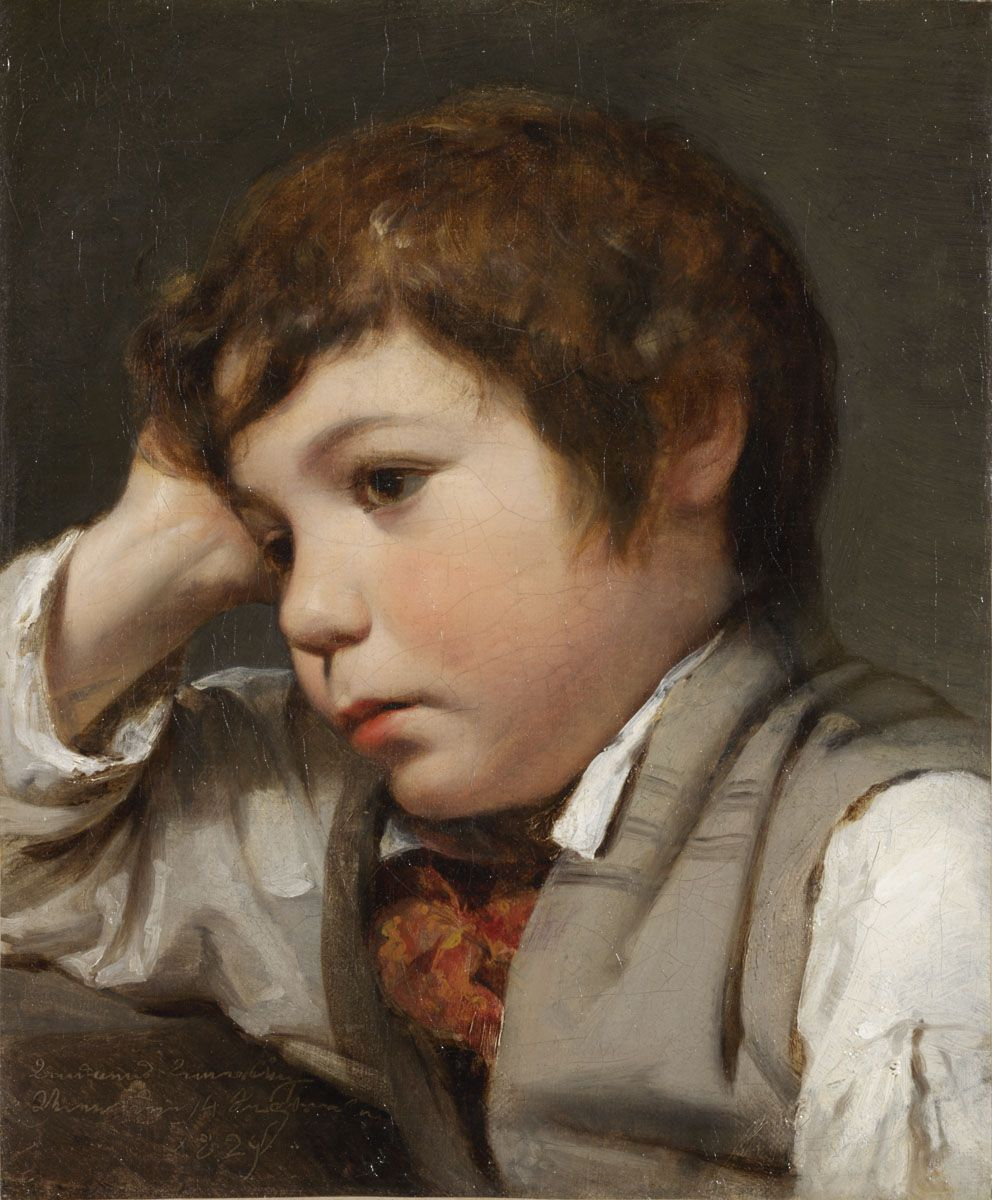
Портрет Андреаса Амерлинга. 1829. Холст, масло. Музей изобразительных искусств, Зугло, Венгрия
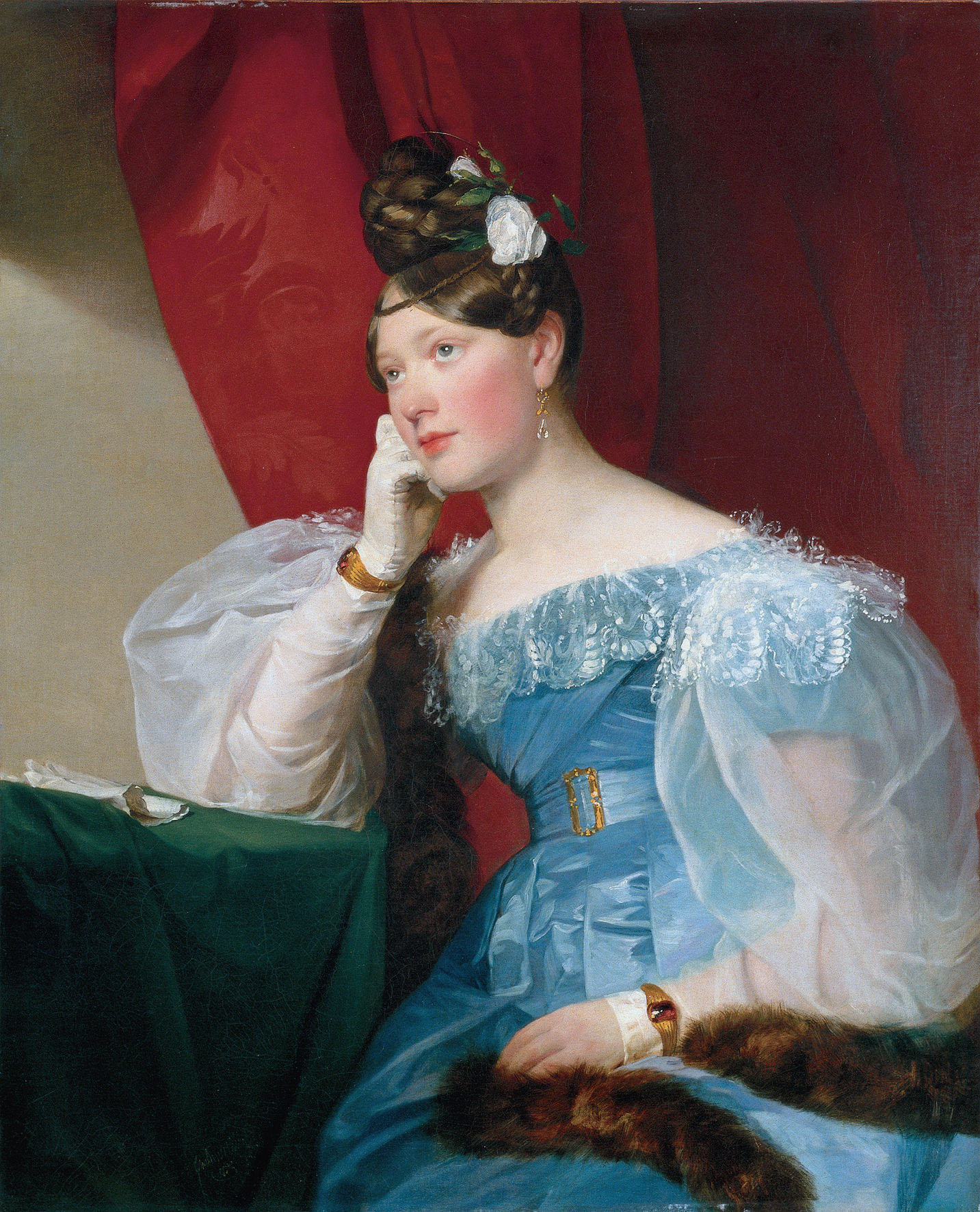
Юлия фон Война. 1832. Холст, масло. Новая галерея, Грац
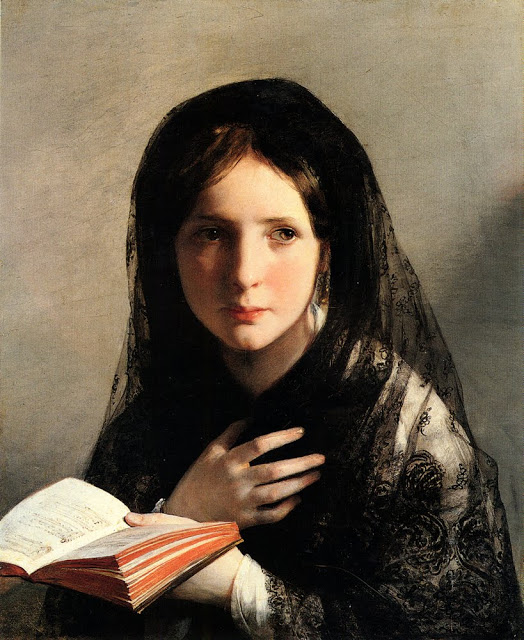
Читающая девушка. 1835. Холст, масло. Частное собрание
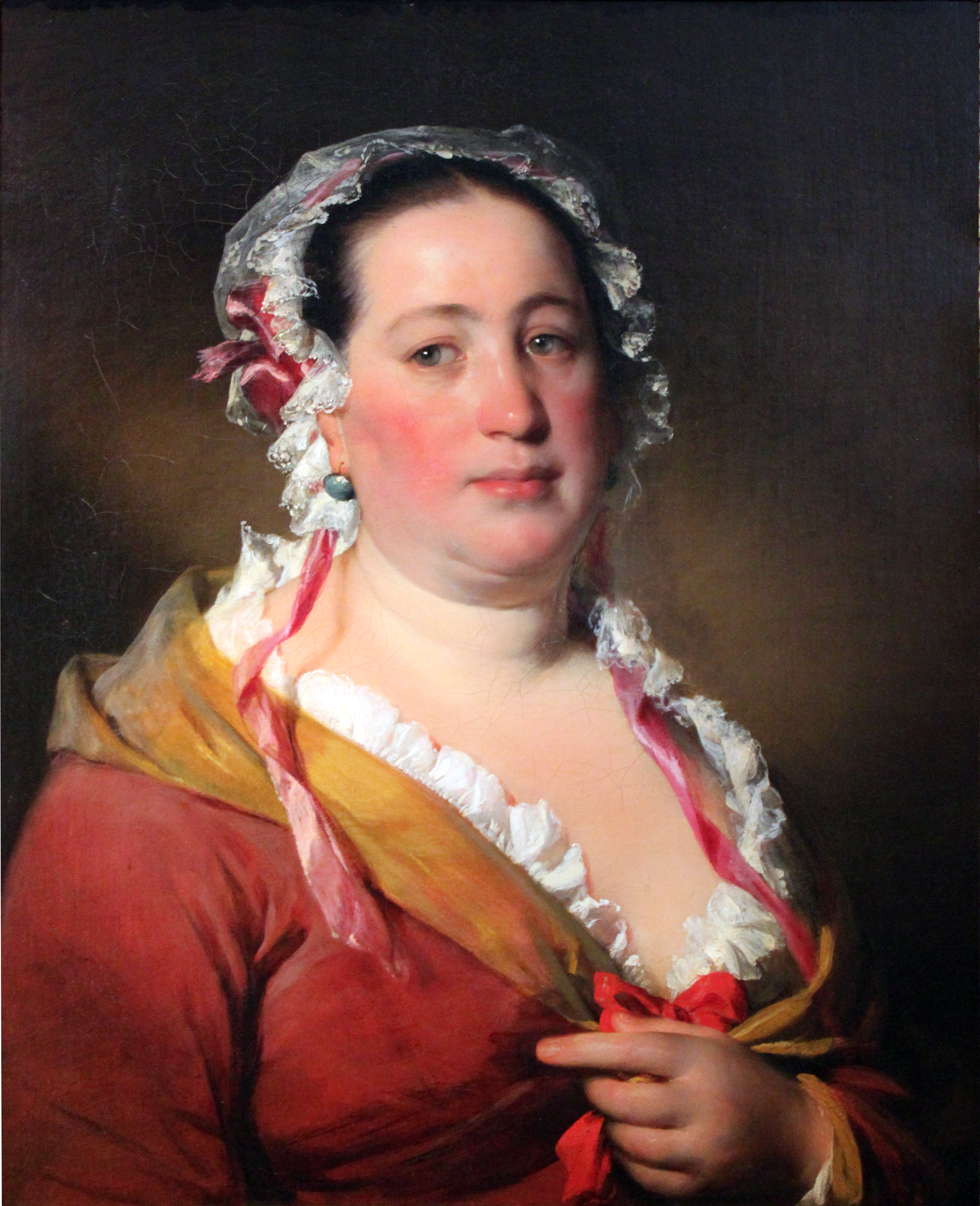
Портрет госпожи Плах. 1850. Холст, масло. Германский национальный музей, Нюрнберг